# Feuerwerk (Film)
Feuerwerk ist eine Filmkomödie von Kurt Hoffmann nach der hochdeutschen Version des schweizerischen Mundart-Lustspiels Der schwarze Hecht. Die Hauptrollen im Film sind mit Lilli Palmer, Karl Schönböck, Romy Schneider und Claus Biederstaedt besetzt. In tragenden Rollen sind Werner Hinz, Rudolf Vogel, Margarete Haagen, Ernst Waldow, Liesl Karlstadt, Käthe Haack, Lina Carstens und Michl Lang besetzt. Die Uraufführung des Films fand am 16. September 1954 in Düsseldorf statt.

## Handlung
Im August 1909 kommt ein Wanderzirkus in eine deutsche Kleinstadt. Dessen Direktor Sascha Obolski ist kein anderer als der vor zwanzig Jahren verschwundene Bruder des einheimischen Gartenzwergfabrikanten Albert Oberholzer. Alexander Oberholzer, wie Sascha Obolski eigentlich heißt, ist nun gekommen, um seinem Bruder, wie auch seine anderen eintreffenden Brüder, zum 50. Geburtstag zu gratulieren. Dadurch lernen die verwirrten Kleinbürger auch seine bezaubernde Ehefrau Iduna kennen, die singend von ihrem Papa, einem berühmten Clown, erzählt. Sie verdreht einigen biederen Ehemännern gehörig den Kopf, was Konflikte mit den Ehegattinnen heraufbeschwört.
Andererseits ist Anna, Albert Oberholzers Tochter, fasziniert vom Zirkus und dessen Direktor. Obwohl sie eigentlich den Gärtner Robert liebt, reißt sie von zu Hause aus, um sich als Artistin dem Zirkus anzuschließen. Sie will dadurch auch der drohenden Abschiebung zu einer ungeliebten Tante Paula entgehen. Diese wird als resolute Frau gezeichnet, die ihren Mann Gustav, einem Beamten, unter der alles dominierenden Fuchtel hat. Iduna hingegen beobachtet argwöhnisch die Annäherung zwischen Anna und ihrem Ehemann und geht zum Bahnhof, um enttäuscht in ihre Heimat Paris abzureisen. Anna ist hin- und hergerissen und erlebt sich in einem Alptraum bereits als waghalsige Zirkuskünstlerin in gefährlichen Situationen.
Schließlich beruhigen sich alle aufgewühlten Gemüter, Iduna lässt von ihrer Abreise ab, Anna findet zu Robert und der Zirkus gibt eine glanzvolle Abschiedsvorstellung. Der Zirkus zieht weiter, und ganz am Schluss zeigt sich, dass sich mit Onkel Gustav, der den Regierungsrat an den Nagel hängt, doch noch ein Familienmitglied dem Zirkus angeschlossen hat.

## Hintergrundinformationen
Das musikalische Lustspiel Das Feuerwerk von Erik Charell und Jürg Amstein war 1950 in München uraufgeführt worden und wurde nicht zuletzt dank des Chansons O mein Papa ein großer Erfolg. Charell holte Lilli Palmer, sie war wie er eine jüdische Emigrantin, nach Deutschland zurück und verschaffte ihr als Co-Produzent die Hauptrolle in der Verfilmung des Stücks.
Produziert wurde der Film vom 11. Mai bis zum 12. Juli 1954 in den Ateliers der Bavaria Film in Geiselgasteig. Die Außenaufnahmen entstanden in München und Umgebung. Der Film selbst ist sehr farbenprächtig und für damalige deutsche Verhältnisse ungewöhnlich temporeich. Die Choreografie übernahm Sabine Ress. Die Zirkus- und Artistenszenen gehen auf das Konto von Zirkus Gebrüder Belli, 7 Leotaris, Rudi Llata Comp., Los Pilars und Pilade Cristiani. Die Uraufführung war am 16. September 1954 im Düsseldorfer Apollo, am 17. September folgten Aufführungen in Berlin und Frankfurt am Main.
Lilli Palmer wurde durch Feuerwerk schlagartig zum Star. Bemerkenswert sind auch die Tanz-, Gesangs- und artistischen Einlagen der damals noch wenig bekannten Romy Schneider. Peter Rühmann, der Sohn von Heinz Rühmann, hat als ihr Knallfrösche werfender kleiner Bruder seinen einzigen Filmauftritt.

## Rezeption

### Kritik
Das Lexikon des internationalen Films zeigte sich angetan von dem Film. Dort war zu lesen: „Nach einem musikalischen Bühnenstück von Erik Charell, mit den zündenden und gefühlvollen Melodien Paul Burkhards, entstand ein liebenswürdig heiterer Unterhaltungsfilm; für die junge Romy Schneider und die Emigrantin Lilli Palmer der Start in eine deutsche Filmkarriere.“
In der Variety wurden Manfred Hobschs lobende Worte über den Film aus Liebe, Tanz und 1000 Schlagerfilme, Berlin 1998, ISBN 3-89602-166-4, S. 120 zitiert: „Mit Feuerwerk ist West-Deutschlands Filmproduktion auf ihrem gegenwärtigen Best-Stand und hat hiermit eine der besten deutschen musikalischen Komödien der Nachkriegszeit geschaffen.“|Variety
Adolf Heinzlmeier und Berndt Schulz lobten im Lexikon „Filme im Fernsehen“, 1990: „Unterhaltungsvergnügen der heiter-besinnlichen Art mit einem Großaufgebot deutscher Kinostars. (Wertung: 2½ von 4 möglichen Sternen – überdurchschnittlich)“
Auch das Handbuch V der katholischen Filmkritik war dem Film gewogen. Dort hieß es: „Lustige Mischung aus Schlager-, Revue- und Manegennummern. Bedeutend gelungener als ähnliche Versuche im In- und Ausland. Bis auf eine Tanzdarbietung auch für Jugendliche tragbar.“
Der Journalist Falk Schwarz befasste sich auf der Seite filmportal.de mit dem Film und meinte, Regisseur Kurt Hoffmann und Kostümbildner Alfred Bücken setzen auf die „Signalwirkung von Farben“, so bei dem Kleid, das Lilli Palmer als Iduna trage, eine Farbe die Provokation und Sinnlichkeit bedeute und bei Romy Schneider als Anna auf „ein leuchtendes Gelb, die Farbe der Reinheit, des Erfreulichen, des ‚Heiteren und Edlen‘“. Zur Rolle von Rudolf Vogel als Onkel Gustav meinte Schwarz, er spiele diesen „köstlich gehemmt“. Weiter führte Schwarz aus, „Bürgerlichkeit und Bohème“ prallten „ungeschützt aufeinander“ – da würden die „Funken stieben“, da gebe es „Feuerwerk“. […] „Natürlich“ müsse „Hoffmann auch übertreiben“. So seien „die drei Schreckschrauben (Lina Carstens, Liesl Karlstadt und Charlotte Witthauer) ein Quentchen zu pikiert, zu verhemmt, zu moralisch schockiert“. Der Schlussgag sitze jedoch.

### Auszeichnungen
- Prädikat wertvoll der Filmbewertungsstelle Wiesbaden
- Preis der Internationalen Filmfestspiele Punta del Este, Uruguay (14.–31. Januar 1955)

### DVD-Veröffentlichung
- Feuerwerk. Studiocanal/Kinowelt Home Entertainment, Juni 2004[8]
- Feuerwerk. Filmjuwelen, September 2020 im Rahmen der Reihe „Juwelen der Filmgeschichte“.[9]